# Randupadangan
Randupadangan is een bestuurslaag in het regentschap Gresik van de provincie Oost-Java, Indonesië. Randupadangan telt 4111 inwoners (volkstelling 2010).